# بوليسيبازار
بوليسيبازار (بالإنجليزية: Policybazaar) هي شركة هندية متعددة الجنسيات تعمل في مجال تجميع التأمين والتكنولوجيا المالية، ويقع مقرها في مدينة غورغاون بولاية هاريانا، الهند. تأسست الشركة في يونيو عام 2008 على يد كل من ياشيش داهيا، وألوك بانسال، وأفانيش نيرجار، وتهدف إلى توفير منصة رقمية تتيح للمستخدمين مقارنة وشراء وثائق التأمين والخدمات المالية من مجموعة واسعة من شركات التأمين المعروفة.

## النشأة والتوسع
أُطلقت بوليسيبازار في البداية كموقع إلكتروني لتوفير معلومات موثوقة ومحايدة حول منتجات التأمين على الحياة والتأمين الصحي. تطورت الشركة لاحقًا لتصبح منصة رقمية متكاملة تقدم مقارنة شاملة بين مختلف وثائق التأمين، إضافة إلى خدمات في مجالات مثل التمويل الشخصي، القروض، وبطاقات الائتمان.
في عام 2021، طرحت الشركة أسهمها للاكتتاب العام في بورصة بومباي والبورصة الوطنية الهندية، ما شكّل نقطة تحوّل في مسار نموها كشركة مدرجة.

## الخدمات
تتيح منصة بوليسيبازار للمستخدمين:
- مقارنة وشراء وثائق التأمين (الحياة، الصحي، السفر، السيارات).
- إدارة الوثائق والتجديد الآلي.
- الحصول على استشارات مالية.
- الوصول إلى منتجات القروض والبطاقات الائتمانية.

كما توفر تطبيقًا للهواتف الذكية لتسهيل التصفح والشراء عبر الأجهزة المحمولة.

## التوسع الدولي
في السنوات الأخيرة، وسّعت بوليسيبازار خدماتها إلى الإمارات العربية المتحدة، حيث تقدم خدمات التأمين والمقارنة الرقمية للمقيمين في الدولة، مع خطط للتوسع في المزيد من الأسواق الإقليمية.

## الاستثمارات والشراكات
حصلت الشركة على تمويلات ضخمة من مؤسسات استثمارية كبرى مثل "SoftBank" و"Tiger Global"، كما أبرمت شراكات مع أكثر من 40 شركة تأمين هندية لتوفير عروض متنوعة على منصتها.